# 蒂莫費·卡拉切夫
蒂莫費·謝爾蓋耶維奇·卡拉切夫（羅馬化：Tsimafey Syargeyevich Kalachow；1981年5月1日—）是一位白俄羅斯足球運動員。在場上的位置是中場。他現在效力於俄羅斯足球超級聯賽球隊羅斯托夫足球俱樂部。他也代表白俄羅斯國家足球隊參賽。他曾是白俄羅斯的隊長。